# Lampyris
Lampyris es un género de luciérnagas de la familia Lampyridae. Es el género más común de la familia en Eurasia occidental e incluye a la luciérnaga común europea, la cual es la especie tipo.
Las hembras son ápteras y generalmente sólo ellas y algunas larvas muestran luminosidad, por lo que popularmente también son conocidas como "gusanos de luz", nombre que también se da a especies de Nyctophila.

## Especies
- Lampyris algerica Ancey, 1869
- Lampyris ambigena Jacquelin du Val, 1860
- Lampyris angustula Fairmaire, 1895
- Lampyris brutia Costa, 1882
- Lampyris fuscata Geisthardt, 1987
- Lampyris germariensis Jacquelin du Val, 1860
- Lampyris hellenica Geisthardt, 1983
- Lampyris iberica Geisthardt et al., 2008
- Lampyris lareynii Jacquelin du Val, 1859
- Lampyris monticola Geisthardt, 2000
- Lampyris noctiluca Linneo, 1767
- Lampyris orientalis Faldermann, 1835
- Lampyris pallida Geisthardt, 1987
- Lampyris pseudozenkeri Geisthardt, 1999
- Lampyris raymondi Mulsant & Rey, 1859
- Lampyris sardiniae Geisthardt, 1987
- Lampyris zenkeri Germar, 1817